# グレイバック (SS-208)
グレイバック (USS Grayback, SS-208) は、アメリカ海軍の潜水艦。タンバー級潜水艦の一隻。艦名はニシン科アロサ属に属するエールワイフの通称に因んで命名された。なお、喪失から14年後にグレイバック級潜水艦1番艦として2代目グレイバック (SSG-574)が就役している。

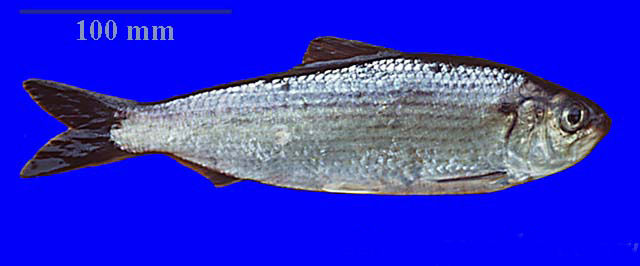
エールワイフ（通称Grayback）

## 艦歴
グレイバックはコネチカット州グロトンのエレクトリック・ボート社で起工した。1941年1月31日にブラウン夫人（アメリカ海軍兵学校司令官ウィルソン・ブラウン少将の妻）によって命名、進水し、1941年6月30日に艦長ウィラード・A・サーンダーズ少佐（アナポリス1927年組）の指揮下就役する。グレイバックは大西洋艦隊に配属され、ロングアイランド・サウンド、ニューポート、ニューロンドン、ニューヨーク沖で整調巡航を行う。グレイバックは僚艦グランパス (USS Grampus, SS-207) と共にニューロンドンを9月8日にカリブ海およびチェサピーク湾に向けて出航、哨戒を行い11月30日にオーバーホールのためポーツマスに帰還した。真珠湾攻撃によるアメリカ合衆国の大戦参戦に従い、1942年1月15日、グレイバックは真珠湾へ向けて出航。1月21日から25日にかけてパナマ運河を通過し、2月8日に真珠湾に到着した。

### 第1、第2、第3、第4の哨戒 1942年2月 - 11月
2月15日、グレイバックは最初の哨戒でマリアナ諸島および小笠原諸島方面に向かった。2月22日朝、グレイバックは北緯25度48分 東経175度17分 / 北緯25.800度 東経175.283度の地点で日本の伊号潜水艦に魚雷2本を発射され、グレイバックは反撃しようにも態勢が取れなかったが、魚雷は逸れて何事もなかった。サイパン島とテニアン島、グアムの沿岸を偵察する傍ら、2日後には別の潜水艦にも遭遇したが、この時も何事もなかった。3月3日、サイパン島近海で小型商船に対して最初の攻撃を行うが、魚雷は命中しなかった。3月5日にも4,500トン級貨物船に対して魚雷を発射するが、これも命中しなかった。3月17日、グレイバックは父島二見港近海で特設運送船（給炭）石狩丸（北海道炭鉱汽船、3,291トン）を発見し、潜望鏡の視界内に2隻の駆逐艦と思しき艦艇がいたものの後部発射管から魚雷を発射して命中させ、石狩丸を撃沈した。4月10日、グレイバックは54日間の行動を終えて真珠湾に帰投した。
5月4日、グレイバックは2回目の哨戒でカロリン諸島方面に向かった。ブタリタリおよびオーシャン島近海を経て、トラック諸島とラバウル間の交通路を扼する海域に到着して哨戒を行う。次いでパラオとラバウル間の交通路に転じて哨戒を続けたが、この哨戒では戦果を挙げることはなかった。6月22日、グレイバックは50日間の行動を終えてフリーマントルに帰投した。
7月15日、グレイバックは3回目の哨戒で南シナ海およびインドシナ半島方面に向かった。8月7日および8月12日に攻撃を行ったが成功せず、この哨戒でも戦果を挙げることはなかった。9月3日、グレイバックは51日間の行動を終えてフリーマントルに帰投。艦長がエドワード・C・ステファン少佐（アナポリス1929年組）に代わった。グレイバックは次期哨戒に備えて、グランパスおよびガジョン (USS Gudgeon, SS-211) とともにブリスベンに回航され、10月3日に到着した。
10月6日、グレイバックは4回目の哨戒でソロモン諸島方面に向かった。10月17日、グレイバックは南緯05度12分 東経153度10分 / 南緯5.200度 東経153.167度の地点で8,000トンから10,000トン級貨物船を発見し、攻撃を行ったが魚雷は命中しなかった。10月22日にも南緯04度44分 東経152度33分 / 南緯4.733度 東経152.550度の地点で煙を発見して潜航し、白鷹型敷設艦と思しき艦艇に護衛された輸送船に対して魚雷を4本発射。うち2本が命中したと判断され、直後から爆雷攻撃を受けた。この目標は沈没したと判断された。10月31日朝、グレイバックは南緯04度38分 東経152度33分 / 南緯4.633度 東経152.550度のセントジョージ水道でニューギニア島ブナに向かう輸送船団を発見。陸軍輸送船能登丸（日本郵船、7,191トン）の左舷に魚雷を命中させ撃破し、グレイバックには後刻能登丸「撃沈」の報告がなされた。実際には、能登丸は船首を海中に突っ込みながらもラバウルに引き返すことが出来た。翌11月1日夜、グレイバックは南緯05度22分 東経152度40分 / 南緯5.367度 東経152.667度の地点で夜間浮上攻撃を敢行。11月4日深夜には南緯04度59分 東経152度37分 / 南緯4.983度 東経152.617度の地点で2隻の大型船を発見して浮上攻撃。その後は11月8日に南緯04度50分 東経152度35分 / 南緯4.833度 東経152.583度の地点で神風型駆逐艦と思しき艦艇と、同日夜に南緯04度58分 東経152度35分 / 南緯4.967度 東経152.583度の地点で潜水艦に対して、翌11月9日には南緯04度42分 東経152度35分 / 南緯4.700度 東経152.583度の地点で小型貨物船に対してそれぞれ攻撃を行った。11月16日、グレイバックは41日間の行動を終えてブリスベンに帰投した。

### 第5の哨戒 1942年12月 - 1943年1月
12月7日、グレイバックは5回目の哨戒でソロモン諸島方面に向かった。一週間後、乗組員の一人が盲腸で倒れるというハプニングに出くわした。グレイバックは100フィートの深度に潜航した上で、薬剤師出身のハリー・B・ロビーが盲腸の切除手術を執刀することになった。ロビーは薬剤師であっても外科学は教育を受けておらず手術に関しては素人であったが、12月8日未明にかけて手術を行い何とか盲腸を切除することに成功。患者は哨戒終了まで安静にするよう指示され、とりあえず一命は取り留めた。12月25日未明、グレイバックは4隻の艀を発見し、浮上して3インチ砲の砲撃によりこれらを一掃した。4日後の12月29日、モノ島南西50浬地点付近で浮上して航行中、伊31に発見されて雷撃を受けるも回避。年明けて1943年1月2日には南緯08度32分 東経157度10分 / 南緯8.533度 東経157.167度の地点で駆逐艦を発見してやりすごす。日付が1月3日に変わった直後には南緯08度49分 東経157度09分 / 南緯8.817度 東経157.150度ののニューブリテン島南方沖で、輸送任務中の伊18を発見し雷撃したものの、魚雷は早爆したらしく命中せず、伊18は潜航して離脱していった。1月5日、グレイバックは味方爆撃機隊の誘導および救助任務のためムンダ近海に向かっていた。その朝、グレイバックの元に「ムンダのさる集落に、撃墜されたB-26 マローダーのクルー6名が匿われている」という情報が届けられた。グレイバックはムンダ沿岸に到着し、まず2名の乗組員、デーヴィス大尉とブルックス大尉を連絡のため上陸させた。夜明けとともに、グレイバックは敵機に発見されないよう潜航。その間に上陸した乗組員はジャングルの中に、負傷して寝かされている3名のパイロットを発見。夜になってからデーヴィス大尉とブルックス大尉は海岸から発光信号を送り、グレイバックはこれに答えて浮上。パイロットと小さなボートを収容した。グレイバックは哨戒を再開し、1月16日には南緯07度22分 東経156度15分 / 南緯7.367度 東経156.250度の地点で大型輸送船と駆逐艦を、1月17日にも南緯06度41分 東経154度40分 / 南緯6.683度 東経154.667度の地点で駆逐艦に護衛された別の大型船をそれぞれ発見。グレイバックは、前者の攻撃では2つの命中音を聴取し、後者の攻撃においては駆逐艦を片付けてから大型船を攻撃しようと、駆逐艦に向けて魚雷を発射。しかし、駆逐艦は回避し、グレイバックに19発の爆雷を投下した。そのうちの1発がハッチの上で爆発し、グレイバックはガスケット部に軽度の損傷を被った。1月23日、グレイバックは47日間の行動を終えてブリスベンに帰投。パイロット救助の功により、ステファン艦長に海軍十字章が授けられた。

### 第6の哨戒 1943年2月 - 4月
2月13日、グレイバックは6回目の哨戒でグランパスとともにソロモン諸島方面に向かった。3月5日夜、グレイバックはベララベラ島沿岸部にグランパスらしき潜水艦を目撃したが、その潜水艦が本当にグランパスかどうかは分からなかった。その後、哨戒海域をビスマルク諸島方面に移動。3月13日には南緯00度10分 東経151度06分 / 南緯0.167度 東経151.100度のニューアイルランド島近海で特設運送船能代丸（日本郵船、7,184トン）に対して魚雷を4本発射。うち1本が能代丸の右舷に命中し、残る3本のうち1本が能代丸の船首をかすめた。能代丸は大破したもののトラック諸島に引き返すことができた。翌3月14日には南緯02度09分 東経150度48分 / 南緯2.150度 東経150.800度の地点で6,000トン級貨物船に対して攻撃を行う。しかし、この哨戒では能代丸撃破以外には戦果はなく、新装備のSJレーダーもあまり作動しなかった。4月4日、グレイバックは47日間の行動を終えてブリスベンに帰投した。

### 第7の哨戒 1943年4月 - 5月
4月25日、グレイバックは7回目の哨戒でビスマルク諸島方面に向かった。5月11日、グレイバックは付近にいたアルバコア (USS Albacore, SS-218) からの情報により、輸送船団の通過を知らされた。夜になり、グレイバックは北緯00度40分 東経148度55分 / 北緯0.667度 東経148.917度のカビエン北西方で目指す輸送船団に接触。ラバウルからパラオに向かっていたR09船団は7隻の輸送船と3隻の護衛艦で構成されており、グレイバックは浮上して魚雷を6本発射。護衛艦が向かってきたので潜航を余儀なくされたが、魚雷は特設運送船（給炭油）淀川丸（東洋海運、6,450トン）に命中してこれを撃沈した。5月16日には南緯01度00分 東経148度44分 / 南緯1.000度 東経148.733度の地点で4隻の輸送船で構成された輸送船団を発見し、魚雷を4本発射。魚雷は駆逐艦夕霧の艦首部に命中し、艦首折損の損害を受けた。翌17日にも北緯00度45分 東経148度30分 / 北緯0.750度 東経148.500度の地点で陸軍船英蘭丸（山下汽船、5,829トン）を撃沈した。5月30日、グレイバックは36日間の行動を終えて真珠湾に帰投。オーバーホールのためサンフランシスコのベスレヘム・スチールに回航された。オーバーホール中に、艦長がジョン・アンダーソン・ムーア少佐（アナポリス1932年組）に代わった。作業終了後、グレイバックは9月12日に真珠湾に到着した。

### 第8の哨戒 1943年9月 - 11月
9月26日、グレイバックは8回目の哨戒でシャード (USS Shad, SS-235) とウルフパックを構成し東シナ海に向かった。途中、ミッドウェー島でセロ (USS Cero, SS-225) がウルフパックに合流。このウルフパックは、アメリカ潜水艦部隊で最初の編成されたもので、セロに座乗したチャールズ・モンセン司令の指揮を受けた。10月10日午後、グレイバックは北緯28度34分 東経138度33分 / 北緯28.567度 東経138.550度の地点で輸送船団を発見して魚雷を4本発射し、1つの命中音を聴取する。10月14日16時45分、グレイバックは北緯27度35分 東経127度30分 / 北緯27.583度 東経127.500度の地点でシンガポールから高雄を経て六連に向かっていた特務艦高崎、タンカー日南丸（飯野海運、5,175トン）、特設運送船（応急タンカー）高瑞丸（高千穂商船、7,072トン）のサ13船団を発見。魚雷を2度にわたって5本発射し、高瑞丸に2本命中させて撃沈した。高瑞丸の船名は、翌15日夜に救助した高瑞丸乗組員への尋問で判明した。10月22日3時45分には北緯26度49分 東経125度03分 / 北緯26.817度 東経125.050度の地点で上海からラバウルに向かう丁四号輸送部隊第三輸送隊を発見し、特設運送船粟田丸（日本郵船、7,397トン）に魚雷4本を命中させて撃沈した。10月27日未明、グレイバックとシャードは北緯28度25分 東経130度02分 / 北緯28.417度 東経130.033度の奄美大島曽津高崎灯台西方海域でマ08船団を発見。船団には駆逐艦汐風が護衛についていた。0時27分、船団中の貨客船賀茂丸（日本郵船、8,524トン）にシャードからの魚雷1本が命中し、賀茂丸は沈没を防ぐべく応急修理の上、22時30分ごろに修理のため奄美大島久慈湾に座礁した。次いで6時20分、賀茂丸から脱出した乗船者の収容作業を行うため停止していた貨客船富士丸（日本郵船、9,138トン）の後部にグレイバックからの魚雷2本が命中し、富士丸は6時45分に沈没した。残る貨客船鴨緑丸（大阪商船、7,362トン）は富士丸遭難者の救助を行ったのち一旦避退したものの、進路を戻して航行中の12時25分にグレイバックの射程内に入り、魚雷1本が命中したが不発に終わった。グレイバックは一連の攻撃により魚雷を使い果たした。10月29日夕刻、北緯29度00分 東経124度30分 / 北緯29.000度 東経124.500度の地点で2隻の漁船を発見して5インチ砲の砲撃を行うが、戦果は得られなかった。11月10日、グレイバックは45日間の行動を終えてミッドウェー島に帰投した。

### 第9の哨戒 1943年12月 - 1944年1月
12月2日、グレイバックは9回目の哨戒で東シナ海に向かった。12月18日21時20分、グレイバックは北緯26度30分 東経128度19分 / 北緯26.500度 東経128.317度の沖縄島東岸海域で第227船団を発見。まず輸送船玉嶺丸（東亜海運、5,588トン）に向けて魚雷を発射し命中。玉嶺丸は瞬時に沈没した。次いで対潜掃討に向かった駆逐艦沼風に対しても雷撃を行い撃沈した。雷撃後、グレイバックは浮上攻撃を仕掛け、他に何隻かの船に損傷を与えたと判断された。2日後の12月20日、グレイバックは名瀬を出航した沖903船団を発見し、夜間攻撃を期して追跡を開始した。翌21日1時38分の時点で、グレイバックの態勢は潜水艦の存在に気付いて避退し始めた沖903船団に対して艦尾を向けた形だったが、艦尾発射管から4本の魚雷を発射。次いで艦首発射管から5本の魚雷を発射した。最初の魚雷のうち2本が貨客船湖南丸（大阪商船、2,627トン）に命中し湖南丸は北緯30度26分 東経129度58分 / 北緯30.433度 東経129.967度の地点で轟沈。湖南丸沈没を受けて特設捕獲網艇柏丸（宇和島運輸、515トン）が救助のために停止した。この頃にはグレイバックは潜航しており、6時4分、北緯30度27分 東経129度57分 / 北緯30.450度 東経129.950度の地点で距離2,000メートルで魚雷を2本、柏丸に向けて発射。2本とも命中し、柏丸は船体の破片を飛散させながら一瞬で轟沈。一連の攻撃で湖南丸の船客は柏丸に一旦救助された者も含め83パーセントに相当する370人が死亡したと推定されており、その他乗員もほぼ全滅した。もう1隻の護衛艦である特設捕獲網艇第二新東丸（澤山汽船、540トン）が爆雷攻撃を実施したが、グレイバックになんら影響を与えなかった。グレイバックは第227船団に接触してからここまでの5日間でほとんどの魚雷を発射しており、翌日夜の雷撃で全ての魚雷を使い果たした。帰途の12月27日、グレイバックは北緯30度29分 東経159度25分 / 北緯30.483度 東経159.417度の地点で漁船を浮上砲戦で破壊。1944年1月4日、グレイバックは33日間の行動を終えて真珠湾に帰投した。

### 第10の哨戒 1944年1月 - 2月
1月28日、グレイバックは10回目の哨戒で東シナ海に向かった。グレイバックのこの哨戒はその戦果から最も成功したものとして記録されたが、同時に最後の哨戒となった。2月19日、グレイバックは北緯21度40分 東経119度50分 / 北緯21.667度 東経119.833度の台湾高雄南南西100キロ地点で、基隆からパラオに向かうタパ02船団を発見。16時1分、グレイバックは船団中の陸軍船大敬丸（大阪商船、4,740トン）に魚雷3本を命中させて撃沈。これを見た陸軍タンカー東神丸（岡田商船、1,917トン）が救助のために現場に反転して救助作業に当たっていた。21時40分、グレイバックは猫鼻頭西南西60キロメートルの地点で東神丸にも魚雷を命中させて撃沈。一時救助された者も含め多数の犠牲者を出した。2月24日3時36分、グレイバックは北緯25度14分 東経122度58分 / 北緯25.233度 東経122.967度の地点あるいは北緯24度20分 東経122度25分 / 北緯24.333度 東経122.417度の地点でヒ40船団を発見。ヒ40船団は当初タンカー5隻と特設運送船浅間丸（日本郵船、16,975トン）で構成されていたが、2月19日にジャック (USS Jack, SS-259) が4隻のタンカーを撃沈し、残った浅間丸と特設運送船（給油）南邦丸（飯野海運、10,033トン）はほうほうの体で台湾東岸まで逃げてきたところであった。3時45分、グレイバックは両船に対して魚雷を発射。南邦丸に2本、浅間丸に1本命中させ南邦丸は炎上し沈没。浅間丸は小破した。翌2月25日、グレイバックは北緯25度57分 東経123度20分 / 北緯25.950度 東経123.333度の地点から無線で戦果報告を行い、残りの魚雷は前部発射管に1本、後部発射管に1本の計2本のみとも伝えた。これに対し司令部から3月7日にミッドウェー島に到着するようグレイバックに命じた。しかし、到着予定の3月7日にグレイバックはミッドウェー島には到着せず、3月23日まで待っても状況は変わらなかった。3月30日、太平洋潜水艦隊司令部は「グレイバックは喪失し、総員行方不明になったと推定する」と発表した。

### 喪失
その後得られた日本の記録などを元にグレイバックの最後の数日が推定された。その推定結果は、「2月25日の報告の後、東シナ海を通過し帰途に就いたグレイバックは、2月27日に北緯31度56分 東経127度44分 / 北緯31.933度 東経127.733度の男女群島女島灯台南西72キロ地点で、高雄から門司に向かっていたタモ05船団を発見した。海上は時化ていたものの、グレイバックは最後の魚雷2本を使って海軍徴傭船錫蘭丸（日本郵船、4,905トン）を撃沈したと考えられた。同日、沖縄基地航空隊の九七式艦攻が東シナ海で浮上中の潜水艦を発見し攻撃し、グレイバックに250キロ爆弾を命中させた。日本軍の記録では「爆発してたちまち沈んだ」とあったが、爆雷攻撃を行った対潜艦艇は同海域で重油が海面に広がるまではっきりとした気泡の跡が辿れた」とする。グレイバックは最後の哨戒で、報告した戦果に錫蘭丸撃沈を足した21,594トンの戦果が公認された。
ところで、日本側の記録の一部『佐世保鎮守府戦時日誌』および『佐世保防備戦隊戦時日誌』によれば、タモ05船団が潜水艦の攻撃を受けて錫蘭丸が沈没したのは2月27日21時5分ごろと記録されている。その前日の2月26日には、朝から複数回にわたる航空機による対潜攻撃が記録されている。まず朝7時23分ごろ、那覇航空隊の陸上攻撃機1機が北緯25度56分 東経126度42分 / 北緯25.933度 東経126.700度の地点で針路90度、推定速度10ノットで航行する浮上潜水艦を発見し、250キロ爆弾を2発投下して潜水艦から20メートルと50メートルのところに落ち、その効果は不明だったことを報告。この攻撃報告を受けて発進した4機の九七式艦攻のうちの1機が、8時40分ごろに北緯25度47分 東経126度45分 / 北緯25.783度 東経126.750度の久米島近海にて針路80度、推定速度15ノットで航行する浮上潜水艦を発見して爆撃し、司令塔直後の艦の中心線付近に250キロ爆弾1発を命中させ、機を引き起こした際に爆発が起こって潜水艦は轟沈。直後8時50分にも2機の九七式艦攻が到着して油の噴出点を爆撃して油泡がさらに湧出し、流れ出た油は幅100メートル、長さ約250メートルから300メートルの範囲に広がり、油は14時30分頃に至っても多量に噴出していたとある。
一方、船団の護衛艦の記録のうち、タモ05船団中の第38号哨戒艇が錫蘭丸沈没後の23時25分に潜水艦を探知し、爆雷を13発投下。23時40分と翌28日0時51分にそれぞれ5発ずつ爆雷を投下したことを報告。また、その約4時間後に再び潜水艦を明瞭に探知して数回の攻撃を行ったことも報告している。爆撃を受けた潜水艦と第38号哨戒艇に攻撃された潜水艦がともにグレイバックとなれば、グレイバックは「2月26日の爆撃で損傷を負ったがこの時はなんとか致命傷を免れ、1日経ってからタモ05船団を攻撃して錫蘭丸を撃沈したのち、対潜攻撃の結果にかかわらずどこかで事切れた」ということになるが、記録どおりなら「錫蘭丸を撃沈してから250キロ爆弾の直撃を受けて沈没した」という順序は成立しない。錫蘭丸沈没に関しては、機雷に触雷して沈没したという見方があり、錫蘭丸沈没の一週間前には、タモ05船団が通過予定の海域で、1944年1月24日に東シナ海へ敷設された対潜機雷礁（第一次）から流出したと推定される浮遊機雷がいくつか確認されている。確定しているのは、グレイバックが10回目の哨戒において、東シナ海で日本軍の爆撃を受けて沈没したことであるが、詳しい沈没位置は2019年まで不明だった。
グレイバックの総撃沈トン数63,835トンはアメリカ海軍の潜水艦中20番目の記録であり、14隻の撃沈数は24番目の記録である。艦と乗組員は第7、第8、第9、第10回の哨戒で海軍殊勲部隊章を受章した。
グレイバックは第二次世界大戦の戦功で8個の従軍星章を受章した。

### 75年ぶりの発見
2019年6月、第二次世界大戦中に沈没した潜水艦を調査しているアメリカの調査チーム「Lost 52 Project」が、日本の歴史研究家の推定に基づき沖縄本島の南西沖を調査したところ、久米島の南約40キロ・水深435メートルの海底でグレイバックの船体を発見。11月11日に写真を公開した。